# Maria Höfl-Riesch
Maria Höfl-Riesch (nacida Maria Riesch, Garmisch-Partenkirchen, 24 de noviembre de 1984) es una deportista alemana que compitió en esquí alpino; tres veces campeona olímpica y dos veces campeona mundial.

## Trayectoria
Su hermana Susanne compitió en el mismo deporte y su tío Wolfgang Zimmerer en bobsleigh.
Participó en dos Juegos Olímpicos de Invierno, obteniendo en total cuatro medallas, dos de oro en Vancouver 2010, en el eslalon y la combinada, y dos en Sochi 2014, oro en la supercombinada y plata en el supergigante.
Ganó seis medallas en el Campeonato Mundial de Esquí Alpino entre los años 2009 y 2013.
En la Copa del Mundo consiguió veintisiete victorias y 81 podios en total. Ganó la clasificación general de la Copa del Mundo en 2011.
Fue la abanderada de Alemania en la ceremonia de apertura de los Juegos Olímpicos de Sochi 2014.
En 2010 fue galardonada con la Silbernes Lorbeerblatt. Asimismo, en esos dos años fue nombrada «Deportista femenina del año» en su país. En 2022 recibió la Orden del Mérito de Baviera.
Se retiró de la competicón tras los Juegos de Sochi 2014. Posteriormente, fue comentadora de esquí en la cadena ARD (entre 2014 y 2019). Además, ha aparecido en algunos programas de la televisión alemana: Marienhof (2004), Sturm der Liebe (2008), Das Traumschiff (2022), entre otros.

## Palmarés internacional
| Juegos Olímpicos   | Juegos Olímpicos                  | Juegos Olímpicos  | Juegos Olímpicos |
| Año                | Lugar                             | Medalla           | Prueba           |
| ------------------ | --------------------------------- | ----------------- | ---------------- |
| 2010               | Vancouver (Canadá)                | Medalla de oro    | Eslalon          |
| 2010               | Vancouver (Canadá)                | Medalla de oro    | Combinada        |
| 2014               | Sochi (Rusia)                     | Medalla de oro    | Supercombinada   |
| 2014               | Sochi (Rusia)                     | Medalla de plata  | Supergigante     |
| Campeonato Mundial |                                   |                   |                  |
| Año                | Lugar                             | Medalla           | Prueba           |
| 2009               | Val d’Isère (Francia)             | Medalla de oro    | Eslalon          |
| 2011               | Garmisch-Partenkirchen (Alemania) | Medalla de bronce | Descenso         |
| 2011               | Garmisch-Partenkirchen (Alemania) | Medalla de bronce | Supergigante     |
| 2013               | Schladming (Austria)              | Medalla de oro    | Supercombinada   |
| 2013               | Schladming (Austria)              | Medalla de bronce | Descenso         |
| 2013               | Schladming (Austria)              | Medalla de bronce | Equipo mixto     |